# 毎日晴天!
『毎日晴天!』（まいにちせいてん）は、菅野彰のボーイズラブ小説。イラストは二宮悦巳。『アニメージュ』の派生誌『Chara』連載。

## あらすじ
東京の下町、竜頭町にある帯刀家。ある夏の日、長女・志麻の結婚相手として、大河の高校時代の親友・秀が訪ねてくる。突然知らされたことに大反対する兄弟たち。しかし、志麻が旅行先で失踪してしまったことで、なしくずしに兄弟たちと秀とその養子・勇太との奇妙な同居生活が始まる。

## 登場人物
（声：）はドラマCDのキャスト。
帯刀 大河（おびなた たいが）（声：楠大典）
帯刀家長男。SF雑誌の編集者で秀の担当。
高校時代の同級生だった秀と恋仲。
名前の由来は「阪神タイガース」から（当時4歳の志麻命名）
帯刀 明信（おびなた あきのぶ）（声：私市淳）
帯刀家次男。大学院生。自称「帯刀家唯一の常識」「防波堤」。
幼馴染で姉の同級生・龍と恋仲。
名前の由来は「真弓明信」の名前から（当時7歳の志麻命名）
帯刀 丈（おびなた じょう）（声：岩田光央）
帯刀家三男。ボクサー。初恋は明信（の作ったチキンオムレツ）。
部屋の片付けが苦手。本人は「明日のジョー」からだと言い張るが、
名前の由来は「真弓明信」の留学時代のニックネームから（当時9歳の志麻命名）
帯刀 真弓（おびなたまゆみ）（声：竹内順子、福山潤）
帯刀家末っ子。高校生。勇太と恋仲。呼称は「まゆたん」。
一人称が、家やご近所さんの前では「まゆみ」。学校や友人の前では「俺」。
名前の由来は妹が欲しかったという事で「真弓明信」の苗字から（当時13歳の志麻命名）
阿蘇芳 秀（あすおう しゅう）（声：金丸淳一）
大河の高校時代の同級生で作家。大河と恋仲。
両親はおらず、祖父母に育てられた。
大学教授の遣いで訪れた岸和田で勇太と出会い、勇太を養子に迎えた。
阿蘇芳 勇太（あすおう ゆうた）（声：内藤玲）
旧姓は信貴（しぎ）。真弓とは同級生で恋仲。
岸和田で生まれ育つが、当たり屋の初仕事で秀と出会う。
その後、紆余曲折を経て秀の養子となった。
帯刀 志麻（おびなた しま）
帯刀家長女。風俗ルポライター。
4人の弟を持ち、感化院の経験もある元・暴走族。
只今南米で失踪中。弟達曰く「志麻姉には逆らえない」「恐怖政治」。
木村 龍（きむら りゅう）（声：一条和矢）
木村生花店の店主。明信と恋仲。
志麻と一緒に「伝説の暴走族」をしていた。過去の自分の悪行を悔いている。
現在は竜頭町3丁目の青年団長。
佐藤 達也（さとう たつや）（声：うえだゆうじ）
魚屋の長男で真弓の幼馴染。
御幸（みゆき）（声：斎賀みつき）
真弓と達也の幼馴染。女子高の剣道部所属でレズビアン。
バース
帯刀家の飼い犬。13歳の老犬でアダ名は「おじーちゃん」。
志麻の舎弟から（無理矢理）引き取った。当時の名前は「ベスちゃん」。

## 小説
徳間書店・キャラ文庫
- 毎日晴天!
- 毎日晴天!2 子供は止まらない
- 毎日晴天!3 子供の言い分
- 毎日晴天!4 いそがないで。
- 毎日晴天!5 花屋の二階で
- 毎日晴天!6 子供たちの長い夜
- 毎日晴天!7 僕らがもう大人だとしても
- 毎日晴天!8 花屋の店先で
- 毎日晴天!9 君が幸いと呼ぶ時間
- 毎日晴天!10 明日晴れても
- 毎日晴天!11 夢のころ、夢の町で。
- 毎日晴天!12 花屋の店番
- 毎日晴天!13 子どもたちは制服を脱いで
- 毎日晴天!14 さあ、今から担当替えです
- 毎日晴天!15 担当編集者は嘘をつく
- 毎日晴天!16 次男のはじめての痴話喧嘩
- 毎日晴天!17 SF作家は担当編集者の夢を見る

か？
- 毎日晴天!18 花屋に三人目の店員がきた夏
- 毎日晴天!外伝 竜頭町三丁目まだ四年目の夏祭り
- 毎日晴天!番外編 竜頭町三丁目帯刀家の徒然日記

## 漫画
徳間書店・キャラコミックス・Chara連載　原作・菅野彰／作画・二宮悦巳
- 毎日晴天! 全2巻
- 子供は止まらない 全2巻
- チルドレンズ・タイム 全1巻
- 子供の言い分 全2巻
- いそがないで 全1巻
- 花屋の二階で 全2巻
- 毎日晴天! 新装版 全1巻
- 子供は止まらない 新装版 全1巻
- チルドレンタイム 新装版 全1巻
- 子供の言い分 新装版 全1巻
- いそがないで。 新装版 全1巻
- 花屋の二階で 新装版全1巻

## ドラマCD
- 毎日晴天!
- 毎日晴天!2 子供は止まらない
- 毎日晴天!3 花屋の二階で
- 毎日晴天!4 子供の言い分
- 毎日晴天!5 竜頭町三丁目帯刀家の迷惑な日常
- 毎日晴天!番外編 君が段取りをする時間 （Chara全員サービス）
- 毎日晴天!6 子供たちの長い夜